# Varetta Dillard
Varetta Dillard (ur. 3 lutego 1933 w Harlemie, zm. 4 października 1993 na Brooklynie) – amerykańska piosenkarka rytmiczna i bluesowa, której największym przebojem był utwór „Mercy, Mr.Percy”.

## Życiorys
Urodziła się w Harlemie w Nowym Jorku i większość dzieciństwa spędziła w szpitalu z powodu wrodzonej choroby kości. Poznała Carla Feastera z doo wopowej grupy The Chords, który zachęcił ją do udziału w wokalnych konkursach talentów. W 1951 roku wygrała dwa kolejne konkursy w teatrze Apollo. Kontynuowała tournee i zagrała w pierwszym rock and rollowym show w New Jersey, w maju 1955 roku. W 1957 r. przeniosła się do wytwórni RCA i nagrywała utwory wraz z The Cookies; produkcją zajmowali się Leiber i Stoller. Ostatnie utwory nagrała w 1961 roku.
Zmarła w wyniku choroby nowotworowej 4 października 1993 roku w wieku 60 lat.

## Dyskografia

### Single
| Rok  | Tytuł                                       | Wytwórnia       |
| ---- | ------------------------------------------- | --------------- |
| 1951 | „Please Come Back to Me”                    | Savoy Records   |
| 1951 | „Love and Wine”                             | Savoy Records   |
| 1952 | „Easy, Easy Baby”                           | Savoy Records   |
| 1952 | „A Letter In Blues”                         | Savoy Records   |
| 1952 | „Them There Eyes”                           | Savoy Records   |
| 1952 | „You Are Gone”                              | Savoy Records   |
| 1952 | „Here In My Heart”                          | Savoy Records   |
| 1952 | „I'm Yours”                                 | Savoy Records   |
| 1952 | „I Cried and Cried”                         | Savoy Records   |
| 1952 | „Double Crossing Daddy”                     | Savoy Records   |
| 1952 | „Tortured Love” (z H-Bomb Ferguson)         | Savoy Records   |
| 1952 | „Please Tell Me Why”                        | Savoy Records   |
| 1952 | „Hurry Up”                                  | Savoy Records   |
| 1953 | „Mercy, Mr. Percy”                          | Savoy Records   |
| 1953 | „No Kinda Good, No How”                     | Savoy Records   |
| 1953 | „Getting Ready for My Daddy”                | Savoy Records   |
| 1953 | „Three Lies”                                | Savoy Records   |
| 1953 | „I Ain't Gonna' Tell”                       | Savoy Records   |
| 1953 | „My Mind Is Working”                        | Savoy Records   |
| 1953 | „I Love You”                                | Savoy Records   |
| 1953 | „I Love You Just the Same”                  | Savoy Records   |
| 1954 | „Send Me Some Money”                        | Savoy Records   |
| 1954 | „Love”                                      | Savoy Records   |
| 1955 | „The Answer To My Prayer”                   | Savoy Records   |
| 1955 | „Promise Mr. Thomas”                        | Savoy Records   |
| 1955 | „Johnny Has Gone”                           | Savoy Records   |
| 1955 | „So Many Ways”                              | Savoy Records   |
| 1955 | „I'll Never Forget You”                     | Savoy Records   |
| 1955 | „I Can't Stop Now”                          | Savoy Records   |
| 1956 | „Mama Don't Want (What Poppa Don't Want)”   | Groove Records  |
| 1956 | „Darling, Listen to The Words of This Song” | Groove Records  |
| 1956 | „Got You On My Mind”                        | Groove Records  |
| 1956 | „Skinny Jimmy”                              | Groove Records  |
| 1956 | „I Miss You Jimmy”                          | Groove Records  |
| 1956 | „If You Want to Be My Baby”                 | Groove Records  |
| 1956 | „One More Time”                             | Groove Records  |
| 1956 | „I Can't Help Myself”                       | Groove Records  |
| 1956 | „I'm Gonna Tell My Daddy”                   | Groove Records  |
| 1956 | „Cherry Blossom”                            | Groove Records  |
| 1957 | „That's Why I Cry”                          | RCA Victor      |
| 1957 | „Undecided”                                 | RCA Victor      |
| 1957 | „Time Was”                                  | RCA Victor      |
| 1957 | „I Got A Lot of Love”                       | RCA Victor      |
| 1957 | „Pray for Me Mother”                        | RCA Victor      |
| 1957 | „Leave A Happy Fool Alone”                  | RCA Victor      |
| 1958 | „Just Multiply”                             | RCA Victor      |
| 1958 | „What'll I Do”                              | RCA Victor      |
| 1958 | „Star Of Fortune”                           | RCA Victor      |
| 1958 | „The Rules of Love”                         | RCA Victor      |
| 1959 | „Scorched”                                  | Triumph Records |
| 1959 | „Good Gravy Baby”                           | Triumph Records |
| 1960 | „Teaser”                                    | Cub Records     |
| 1960 | „I Know I'm Good for You”                   | Cub Records     |
| 1961 | „You Better Come Home”                      | Cub Records     |
| 1961 | „I Don't Know What It Is But I Like It”     | Cub Records     |
| 1961 | „A Little Bitty Tear”                       | Cub Records     |
| 1961 | „Mercy, Mr. Percy” (ponowne nagranie)       | Cub Records     |
| 1962 | „Breaking Hearts” (z The Thomases)          | Brent Records   |
| 1962 | „Fly By Night” (z The Thomases)             | Brent Records   |

### Albumy
- 1956: Johnny Has Gone (EP)